# Grondwetgevende macht
De grondwetgevende macht is de macht die in staat is om een nieuwe grondwet vast te stellen of om een bestaande grondwet te wijzigen. 

## Oorspronkelijke grondwetgevende macht
Volgens de theorieën van de volkssoevereiniteit berust de oorspronkelijke grondwetgevende macht (Frans: pouvoir constituant originaire) bij het volk. Deze grondwetgevende macht treedt op als de staat (nog) geen grondwet heeft of als de bestaande grondwet in de ogen van het volk niet meer voldoet (bijvoorbeeld na een revolutie).
De grondwetgevende macht van het volk komt meestal tot uitdrukking door de instelling van een grondwetgevende vergadering. Een bekend voorbeeld hiervan is het Belgische Nationaal Congres. Soms fungeert een bestaand parlement als grondwetgevende vergadering. In de nieuwe Duitse deelstaten was de Landtag tevens de Verfassungsgebende Landesversammlung.
De door het volk gekozen afgevaardigden van de grondwetgevende vergadering ontwerpen een grondwet. Soms neemt ze de grondwet ook zelf aan. In andere gevallen wordt het ontwerp ter goedkeuring aan het volk voorgelegd in een referendum. De te volgen procedure voor de vaststelling en inwerkingtreding wordt door de grondwetgevende vergadering zelf bepaald en vaak ook in het grondwetsontwerp vastgelegd. Een voorbeeld van dat laatste zijn de artikelen 144 en 145 van de Grondwet voor de Bondsrepubliek Duitsland.
De grondwetgevende macht stelt door middel van de grondwet de (klassieke drie) staatsmachten in en regelt hun bevoegdheden. Deze staatsmachten wordt in het Frans daarom ook wel les pouvoirs constitués genoemd: de door de grondwet gegeven machten.

### Absolute monarchie
In een absolute monarchie kan de monarch de grondwetgever zijn. De grondwet wordt dan beschouwd als een geschenk van de monarch aan het volk. Men spreekt dan van een geoctrooieerde grondwet. Een voorbeeld is het Charter van 1814 van Lodewijk XVIII van Frankrijk.

## Afgeleide grondwetgevende macht
Een grondwet kan aan de wetgevende macht de bevoegdheid verlenen om toekomstige grondwetswijzigingen door te voeren. Dit wordt de afgeleide grondwetgevende macht (Frans: pouvoir constituant dérivé) genoemd. De grondwet bepaalt vaak dat de wetgevende macht een gekwalificeerde meerderheid nodig heeft om de grondwet te kunnen wijzigen.
In de Belgische Grondwet wordt de afgeleide grondwetgevende macht geregeld in titel VIII (artikelen 195 tot en met 198) en in de Nederlandse Grondwet in hoofdstuk 8 (artikelen 137 tot en met 142).